# René Ramos Latour
Pour les articles homonymes, voir Ramos et Latour.
René Gilberto Ramos Latour (né le 12 mai 1932 - mort le 30 juillet 1958), était responsable de la guérilla pendant la révolution cubaine sous le nom de "Daniel".
Il commence ses activités révolutionnaires alors qu'il est comptable dans la société américaine Nicaro Nickel Processing Company. Il devient responsable de tout le territoire nord de la province del Oriente et incorpore la guérilla où il devient commandant.
René Ramos Latour avait collaboré et avait été formé par Frank País, qu'il remplaça après son assassinat par le gouvernement.
Démocrate, il s'oppose fréquemment aux idées marxistes de Che Guevara et devient son principal adversaire au sein du mouvement du 26 juillet. Ce dernier lui rend néanmoins hommage lors de sa mort au combat le 30 juillet 1958, écrivant dans son journal :
« De profondes divergences idéologiques me séparaient de René Ramos et nous étions ennemis politiques, mais il a su mourir en accomplissant son devoir, en première ligne, et il est mort ainsi parce qu'il a senti une impulsion intérieure que je lui niais, et qu'à cette heure je dois rectifier. ».